# Hebersreuth
Hebersreuth ist eine Wüstung innerhalb des Truppenübungsplatzes Grafenwöhr im Oberpfälzer Landkreis Neustadt an der Waldnaab.

## Geschichte
Der Ort entstand als Rodungssiedlung und wurde 1412 als Herbersreuth erstmals urkundlich erwähnt.
Das bayerische Urkataster zeigt Hebersreuth in den 1810er Jahren als ein Haufendorf mit zwölf Anwesen.
Im Jahr 1912 zählte man am Ort 18 Gehöfte und 78 Einwohner.
Später bildete das Dorf zusammen mit Dorfgänlas, Frohnhof, Kaundorf, Sommerhau und Zeltenreuth bis zur Ablösung 1938 die politische Gemeinde Kaundorf. Wegen der Erweiterung des Truppenübungsplatzes Grafenwöhr wurde der Ort Hebersreuth zwischen 1937 und 1938 aufgelassen und die Bewohner der zuletzt 27 Anwesen umgesiedelt.